# 24 Hours of Daytona 2007
24 Hours of Daytona 2007 – 24-godzinny wyścig samochodowy na torze Daytona International Speedway w miejscowości Daytona Beach na Florydzie. Zawody odbyły się w dniach 26–27 stycznia 2007.

## Wyniki zawodów
| Poz.   | Klasa | Nr | Drużyna                                    | Kierowcy                                                                    | Okrążeń |
| ------ | ----- | -- | ------------------------------------------ | --------------------------------------------------------------------------- | ------- |
| 1      | DP    | 01 | TELMEX Chip Ganassi Racing i Felix Sabates | Scott Pruett Salvador Durán Juan Pablo Montoya                              | 668     |
| 2      | DP    | 11 | SAMAX                                      | Milka Duno Patrick Carpentier Darren Manning Ryan Dalziel                   | 668     |
| 3      | DP    | 10 | SunTrust Racing                            | Wayne Taylor Max Angelelli Jeff Gordon Jan Magnussen                        | 666     |
| 4      | DP    | 59 | Brumos Porsche/Kendall                     | J.C. France Hurley Haywood João Barbosa Roberto Moreno David Donohue        | 662     |
| 5      | DP    | 61 | Exchange Traded Gold AIM Autosport         | Brian Frisselle Burt Frisselle Mark Wilkins David Empringham                | 657     |
| 6      | DP    | 7  | SAMAX                                      | Chris Festa Tomáš Enge Christian Montanari Roger Yasukawa Kris Szekeres     | 655     |
| 7      | DP    | 77 | Feeds The Need/Doran Racing                | Memo Gidley Fabrizio Gollin Michel Jourdain Jr. Oriol Servià                | 655     |
| 8      | DP    | 47 | TruSpeed Motorsports                       | Charles Morgan Rob Morgan Timo Bernhard B.J. Zacharias                      | 636     |
| 9      | DP    | 60 | Michael Shank Racing                       | Mark Patterson Oswaldo Negri Jr. Hélio Castroneves Sam Hornish Jr.          | 628     |
| 10 DNF | DP    | 19 | Finlay Motorsports                         | Rob Finlay Michael Valiante Michael McDowell Bobby Labonte                  | 627     |
| 11     | GT    | 22 | Alegra Motorsports/Fiorano Racing          | Carlos de Quesada Jean-Francois Dumoulin Scooter Gabel Marc Basseng         | 626     |
| 12     | GT    | 07 | Banner Racing                              | Paul Edwards Kelly Collins Andy Pilgrim Johnny O’Connell                    | 626     |
| 13     | GT    | 64 | TRG                                        | Jim Lowe Jim Pace Johannes van Overbeek Ralf Kelleners                      | 625     |
| 14     | GT    | 06 | Banner Racing                              | Leighton Reese Tim Lewis Jr. Johnny O’Connell Paul Edwards                  | 624     |
| 15     | GT    | 70 | SpeedSource                                | David Haskell Sylvain Trembley Nick Ham Randy Pobst                         | 624     |
| 16     | GT    | 73 | Tafel Racing                               | Lars Nielsen Dieter Quester Brent Martini Philipp Peter                     | 617     |
| 17     | DP    | 75 | Krohn Racing                               | Colin Braun Max Papis JJ Lehto                                              | 615     |
| 18     | DP    | 23 | Ruby Tuesday Championship Racing           | Jörg Bergmeister Romain Dumas Patrick Long                                  | 615     |
| 19     | GT    | 69 | SpeedSource                                | Emil Assentato Nick Longhi Jeff Segal Matt Plumb                            | 612     |
| 20     | GT    | 17 | Doncaster Racing                           | David Lacey Greg Wilkins Johnny Mowlem Tom Papadopoulos Lance Arnold        | 611     |
| 21     | DP    | 76 | Krohn Racing                               | Tracy Krohn Niclas Jönsson Boris Said                                       | 607     |
| 22     | GT    | 35 | Playboy Racing/Unitech                     | Tommy Constantine Mike Borkowski David Murry Hal Prewitt                    | 606     |
| 23     | GT    | 27 | O’Connell Racing                           | Kevin O’Connell Mike Speakman Jason Bowles Kevin Roush Lonnie Pechnik       | 605     |
| 24     | DP    | 39 | Cheever Racing                             | Christian Fittipaldi Eddie Cheever Jr. Emmanuel Collard Sascha Maassen      | 601     |
| 25     | DP    | 84 | Robinson Racing                            | George Robinson Wally Dallenbach Jr. Paul Dallenbach Katherine Legge        | 596     |
| 26     | DP    | 6  | Michael Shank Racing                       | Henry Zogaib Ian James Paul Tracy A.J. Allmendinger                         | 595     |
| 27     | GT    | 81 | Synergy Racing                             | Steve Johnson Richard Westbrook Richard Lietz Patrick Huisman               | 590     |
| 28     | GT    | 67 | TRG                                        | Tom Cloet Piere Bourque Mike Solley Auston Harris                           | 588     |
| 29 DNF | DP    | 00 | Vision Racing                              | Ed Carpenter Tomas Scheckter Tony George A.J. Foyt IV Stéphane Grégoire     | 587     |
| 30     | GT    | 65 | TRG                                        | Murray Marden Brent Milner John Peterson Michael Gomez                      | 583     |
| 31 DNF | GT    | 85 | Farnbacher Loles Motorsports               | Leh Keen Pierre Ehret Dirk Werner Jörg Hardt                                | 579     |
| 32     | DP    | 51 | Cheever Racing                             | Mike Newton Thomas Erdos Harrison Brix Eddie Cheever Jr.                    | 579     |
| 33     | GT    | 68 | TRG                                        | Ted Ballou Rocco DeSimone II Brad Jaeger Chris Gleason                      | 578     |
| 34     | GT    | 14 | Autometrics Motorsports                    | Bransen Patch Mac McGehee Wes Allen Jim Hamblin Cory Friedman               | 572     |
| 35     | GT    | 66 | TRG                                        | Spencer Pumpelly Richard Valentine Andy Lally Mark Greenberg Kevin Buckler  | 563     |
| 36 DNF | DP    | 91 | Lowe's Riley-Matthews Motorsports          | Jim Matthews Marc Goossens Jimmie Johnson Ryan Hunter-Reay                  | 560     |
| 37     | GT    | 72 | Tafel Racing                               | Andrew Davis Nathan Swartzbaugh Robin Liddell Dirk Müller Jim Tafel         | 555     |
| 38     | GT    | 87 | Farnbacher Loles Motorsports               | Christian Zugel John Burke Gunnar Jeannette Ryan Eversley                   | 545     |
| 39 DNF | GT    | 74 | Tafel Racing                               | Eric Lux Wolf Henzler Dominik Farnbacher Jim Tafel                          | 544     |
| 40     | DP    | 58 | Red Bull/Brumos Porsche                    | David Donohue Darren Law Buddy Rice Scott Sharp Hurley Haywood              | 542     |
| 41 DNF | DP    | 02 | Target Chip Ganassi Racing i Felix Sabates | Scott Dixon Dan Wheldon Memo Rojas                                          | 538     |
| 42     | GT    | 43 | Team Sahlen                                | Joe Sahlen Joe Nonnamaker Will Nonnamaker Wayne Nonnamaker                  | 530     |
| 43     | GT    | 42 | Team Sahlen                                | Michael Auriemma John Mayes David Kaemmer Chris Willcox Matt Varsha         | 514     |
| 44     | GT    | 89 | Autometrics Motorsports                    | Fraser Wellon Barry Ellis Frank Rossi Michael Grande Owen Trinkler          | 512     |
| 45     | GT    | 83 | Synergy Racing                             | Dave Gaylord Don Pickering Hal Hilton Ben McCrackin                         | 508     |
| 46 DNF | DP    | 99 | GAINSCO/Bob Stallings Racing               | Alex Gurney Jon Fogarty Jimmy Vasser Bob Stallings                          | 493     |
| 47 DNF | DP    | 12 | RVO Motorsports                            | Roger Schramm Jack Baldwin Bill Lester Justin Bell John Heinricy            | 458     |
| 48 DNF | DP    | 20 | Howard Motorsports                         | Andy Wallace Butch Leitzinger Tony Stewart                                  | 450     |
| 49     | GT    | 57 | Stevenson Motorsports                      | Dominic Cicero II Marc Bunting James Gue John Stevenson Lou Gigliotti       | 444     |
| 50 DNF | GT    | 88 | Farnbacher Loles Motorsports               | Craig Stanton Bryce Miller Antonín Charouz Justin Jackson Tom Pank          | 434     |
| 51     | GT    | 97 | Stevenson Motorsports                      | Vic Rice Tommy Riggins John Stevenson Spencer Trenery Lou Gigliotti         | 414     |
| 52 DNF | DP    | 05 | Luggage Express Team Sigalsport BMW        | Bill Auberlen Matthew Alhadeff Gene Sigal Karl Wendlinger                   | 367     |
| 53 DNF | GT    | 30 | Racer's Edge Motorsports                   | Lawson Aschenbach Justin Lofton Ross Smith Mark Pavan                       | 359     |
| 54 DNF | GT    | 41 | Team Sahlen                                | Robb Brent Tom Malloy Jim Michaelian Bob Michaelian Ernie Becker            | 316     |
| 55 DNF | DP    | 16 | Howard Motorsports                         | Chris Dyson Rob Dyson Guy Smith Oliver Gavin                                | 295     |
| 56 DNF | GT    | 24 | Matt Connolly Motorsports                  | Matt Pickett Bill Cotter Mark Montgomery Todd Hanson Rich Walker            | 276     |
| 57 DNF | GT    | 82 | Synergy Racing                             | Don Kitch Jr. Chris Pennington Chris Pallis Tony Bawcutt                    | 250     |
| 58 DNF | DP    | 18 | VICI Racing                                | Uwe Alzen Robert Renauer Terry Borcheller Gastón Mazzacane                  | 240     |
| 59 DNF | GT    | 15 | Blackforest Motorsports                    | Tom Nastasi Alex Tagliani Guy Cosmo Valerie Limoges                         | 235     |
| 60     | GT    | 86 | Farnbacher Loles Motorsports               | Larry Bowman Don Bell Lance Willsley Shawn Price                            | 232     |
| 61 DNF | GT    | 45 | Howard Motorsports                         | Rob Wilson John Lewis Bryan Sellers Joey Hand                               | 230     |
| 62 DNF | DP    | 3  | Southard Motorsports                       | Shane Lewis Randy Ruhlman Graham Rahal Elliot Forbes-Robinson               | 214     |
| 63 DNF | GT    | 28 | At Speed Motorsports                       | Ian Baas Joel Feinberg Bruce McQuiston Joseph Safina                        | 196     |
| 64 DNF | GT    | 46 | Michael Baughman Racing                    | Michael Baughman Bryce Collyer John Connolly Mike Yeakle Frank Del Vecchio  | 186     |
| 65 DNF | GT    | 08 | Goldin Brothers Racing                     | Steve Goldin Keith Goldin John Finger Ron Zitza                             | 163     |
| 66 DNF | GT    | 21 | Matt Connolly Motorsports                  | Matt Connolly Adam Pecorari Jason Workman Ray Mason Romeo Kapudija          | 153     |
| 67 DNF | GT    | 48 | WTF Engineering                            | Hans Hauser Robert Dubler Ed Magner Michael DeFontes                        | 89      |
| 68 DNF | GT    | 52 | Mastercar                                  | Luca Drudi Gabrio Rosa Andrea Ceccato Pierangelo Masselli Andrea Montermini | 83      |
| 69 DNF | GT    | 63 | Team Spencer Motorsports                   | Dennis Spencer Scott Spencer Rich Grupp Gary Drummond Charles Espenlaub     | 74      |
| DNS    | GT    | 49 | Team Sahlen                                | Joe Sahlen Joe Nonnamaker Will Nonnamaker Wayne Nonnamaker                  | 0       |